# Брор Гресбек
Брор Густав Йоханович Гресбек (на руски: Брор Густав Йоганович Гресьбек) е прапоршчик от лейб-гвардейски Егерски полк, участник в Руско-турската война (1877-1878) и битката при Телиш.

## Биография
Брор Гресбек е роден през 1855 г. Произхожда от пасторско семейство от Велико Финландско княжество, автономна губерния на Руската империя. Ориентира се към военното поприще. Учи във Финландски кадетски корпус и на 21 години го завършва. През 1876 г. постъпва като прапоршчик в лейб-гвардейски егерски полк. Загива на 12/24 октомври при атаката на турските редути в битката при Телиш.

## Памет
- На 17/29 октомври, един ден след превземането на Телиш, са открити и пренесени в Горни Дъбник телата на четирима от убитите офицери: полковник Отон Мебес, поручик Михаил Перепелицин 2-ри, подпоручик Николай Шилдбах и прапорщик Гресбек. На 18 октомври след кратко опело и под звуците на траурния марш са погребани в обща братска могила постлана със слама. Отгоре върху гроба е поставен прост дървен кръст.[3]

- Името на Гресбек е изписано върху Черния паметник при Телиш заедно с имената на другите загинали офицери.